# Saint Martin, Mississippi
Saint Martin là một thành phố thuộc quận Jackson, tiểu bang Mississippi, Hoa Kỳ. Năm 2010, dân số của thành phố này là 7 730 người.

## Dân số
- Dân số năm 2000: 6 676 người.
- Dân số năm 2010: 7 730 người.